# Aythya
Aythya là một chi chim trong họ Vịt.

## Các loài
Chi này có 12 loài:
- Aythya affinis - Vịt bãi nhỏ
- Aythya americana - Vịt đầu đỏ Bắc Mỹ
- Aythya australis - Vịt đầu cứng
- Aythya baeri - Vịt đầu đen
- Aythya collaris - Vịt khoang cổ
- Aythya ferina - Vịt đầu đỏ
- Aythya fuligula - Vịt búi lông
- Aythya innotata - Vịt đầu nâu Madagascar
- Aythya marila - Vịt bãi lớn
- Aythya novaeseelandiae - Vịt bãi New Zealand
- Aythya nyroca - Vịt nâu đỏ
- Aythya valisineria -Vịt lặn vai buồm